# 11228 Ботнік
11228 Ботнік (11228 Botnick) — астероїд головного поясу, відкритий 10 травня 1999 року.
Тіссеранів параметр щодо Юпітера — 3,587.